# گلوگور
گلوگور (به لاتین: Gelugor) یک منطقهٔ مسکونی در مالزی است که در جرج تاون پنانگ واقع شده‌است.